# (473077) 2015 HE107
(473077) 2015 HE107 es un asteroide perteneciente al cinturón de asteroides, descubierto el 20 de diciembre de 2009 por el equipo del Mount Lemmon Survey desde el Observatorio del Monte Lemmon, Arizona, Estados Unidos.

## Designación y nombre
Designado provisionalmente como 2015 HE10.

## Características orbitales
2015 HE107 está situado a una distancia media del Sol de 2,683 ua, pudiendo alejarse hasta 2,739 ua y acercarse hasta 2,628 ua. Su excentricidad es 0,020 y la inclinación orbital 12,19 grados. Emplea 1606 días en completar una órbita alrededor del Sol.

## Características físicas
La magnitud absoluta de 2015 HE107 es 16,9.